# Albaredo Arnaboldi
Albaredo Arnaboldi ist eine Fraktion der italienischen Gemeinde (comune) Campospinoso Albaredo in der Provinz Pavia, Region Lombardei. Albardeo Arnaldoi war bis 2023 eine eigenständige Gemeinde und schloss sich im November 2023 der Gemeinde Campospinoso an.

## Geographie
Albaredo Arnaboldi liegt etwa 11 Kilometer südöstlich von Pavia in der Oltrepò Pavese am Südufer des Po.

## Verkehr
Durch den Ort führt die frühere Strada Statale 617 Bronese (heute eine Provinzstraße) von Pavia nach Broni.